# Félix Faure (métro de Paris)
Pour les articles homonymes, voir Félix Faure.
Félix Faure est une station de la ligne 8 du métro de Paris, située dans le 15e arrondissement de Paris.

## Situation
La station se trouve au nord-est du quartier de Javel, à proximité de ses limites avec le quartier Saint-Lambert à l'est et le quartier de Grenelle au nord. Elle est établie sous l'amorce de l’avenue Félix-Faure au sud-ouest de la place Étienne-Pernet, derrière l’église Saint-Jean-Baptiste de Grenelle. Orientée selon un axe nord-est/sud-ouest, elle s'intercale entre les stations Boucicaut et Commerce.

## Histoire
La station est ouverte le 27 juillet 1937 avec la mise en service du quatrième prolongement de la ligne 8, depuis La Motte-Picquet - Grenelle jusqu'à son terminus actuel de Balard au sud-ouest. Cette extension se substitue à l'ancien tronçon occidental de la ligne qui avait pour terminus Porte d'Auteuil, rétrocédé à la ligne 10 à la suite du remaniement des lignes 8, 10 et de l'ancienne ligne 14 (cette dernière constituant depuis 1976 une partie de l'actuelle ligne 13).
La station doit sa dénomination à son implantation sous l'extrémité nord-est de l'avenue Félix-Faure, laquelle rend hommage à l'homme politique Félix Faure (1841-1899) qui fut président de la République française de 1895 jusqu'à sa mort en 1899. Elle est ainsi la première d'une série de trois stations sur le réseau dont le nom reprend celui d'un ancien président de la République française ; suivront ensuite les stations Charles de Gaulle - Étoile sur les lignes 1, 2 et 6, Bibliothèque François-Mitterrand sur la ligne 14 et, plus récemment, Romainville - Carnot sur le prolongement de la ligne 11.
Dans le cadre du programme « Renouveau du métro » de la RATP, la station est entièrement rénovée dans le courant des années 2000. La décoration des quais dans le style d'entre-deux-guerres de l'ex-CMP est ainsi reconduite et complétée d'un nouvel éclairage, mais les cadres publicitaires sont recréés en faïence brune et groupés par paires, contrairement aux encadrements d'origine qui étaient de couleur miel et disposés en alternance avec le nom de la station incorporé dans la céramique murale.

### Fréquentation
Selon les estimations de la RATP, la station a vu entrer 1 744 774 voyageurs en 2019, ce qui la place à la 263e position des stations de métro pour sa fréquentation sur 302,. En 2020, avec la crise du Covid-19, son trafic annuel tombe à 776 924 voyageurs, la reléguant alors à la 270e position sur 304,, avant de remonter progressivement en 2021 avec 1 161 978 entrants comptabilisés, ce qui la classe à la 265e position des stations du réseau pour sa fréquentation cette année-là (sur 304),.

## Services aux voyageurs

### Accès
La station dispose de trois accès, constitués pour chacun d'un escalier fixe orné d'une balustrade et d'un candélabre en fer forgé dans le style Dervaux des années 1930 :
- l'accès no 1 « Rue des Frères-Morane » débouchant au droit du no 24 de la place Étienne-Pernet ; 48° 50′ 33″ N, 2° 17′ 31″ E
- l'accès no 2 « Place Étienne-Pernet » se trouvant face au no 20 de la place précitée ; 48° 50′ 34″ N, 2° 17′ 31″ E
- l'accès no 3 « Avenue Félix-Faure » se situant au droit du no 2 de ladite avenue. 48° 50′ 34″ N, 2° 17′ 30″ E

Accès à la station
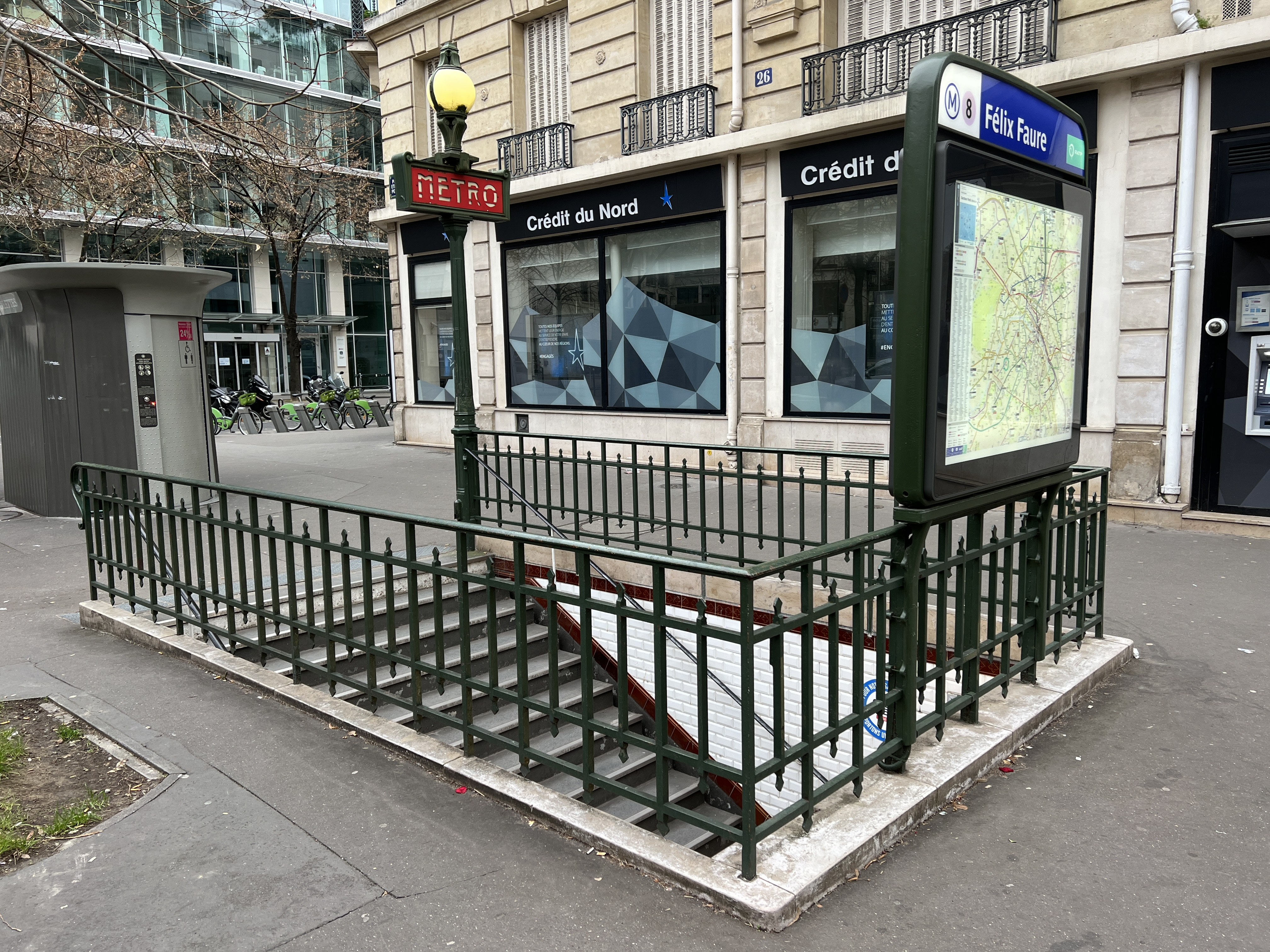
L'accès no 1, « Rue des Frères-Morane ».
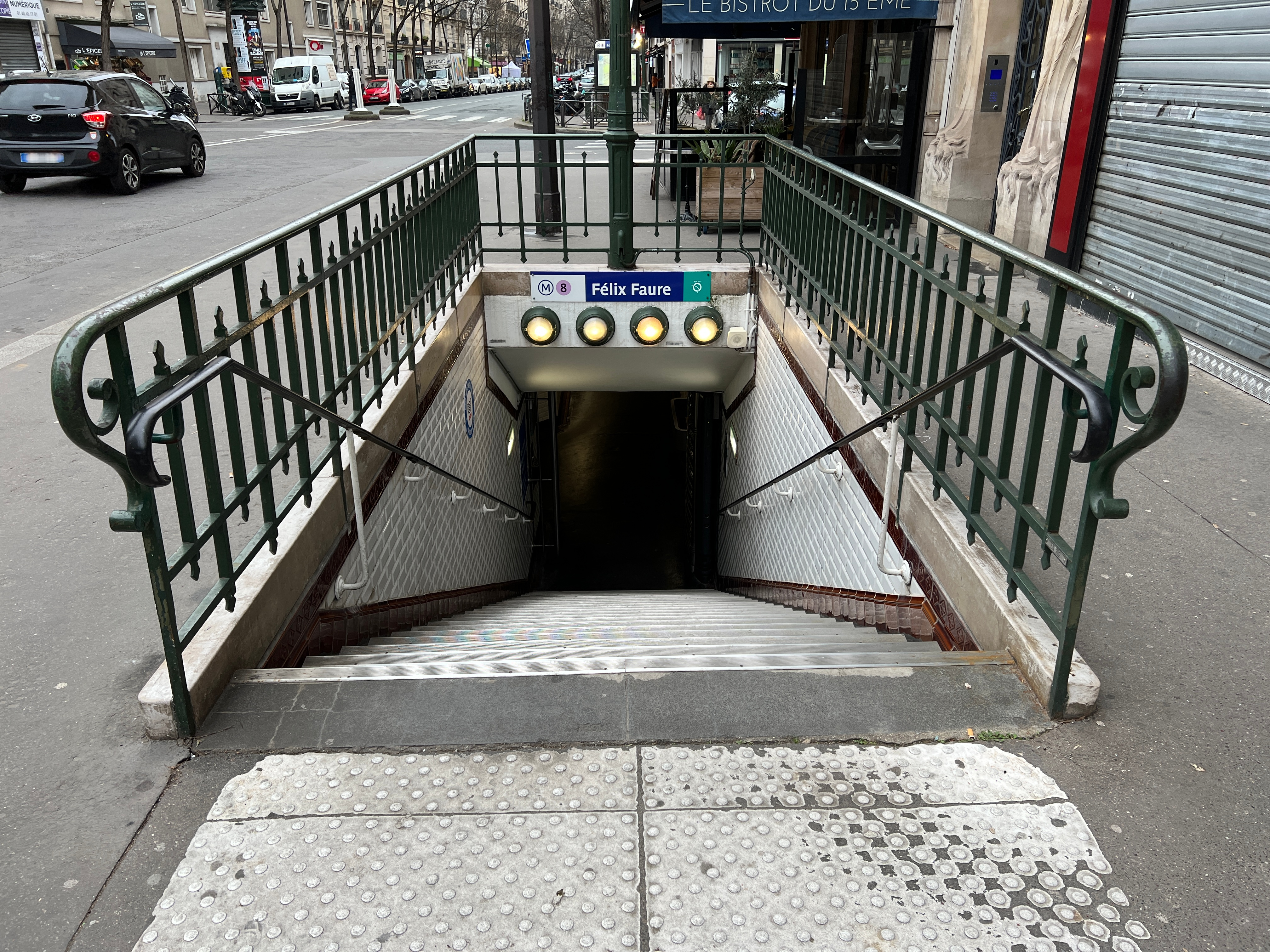
L'accès no 2, « Place Étienne-Pernet ».
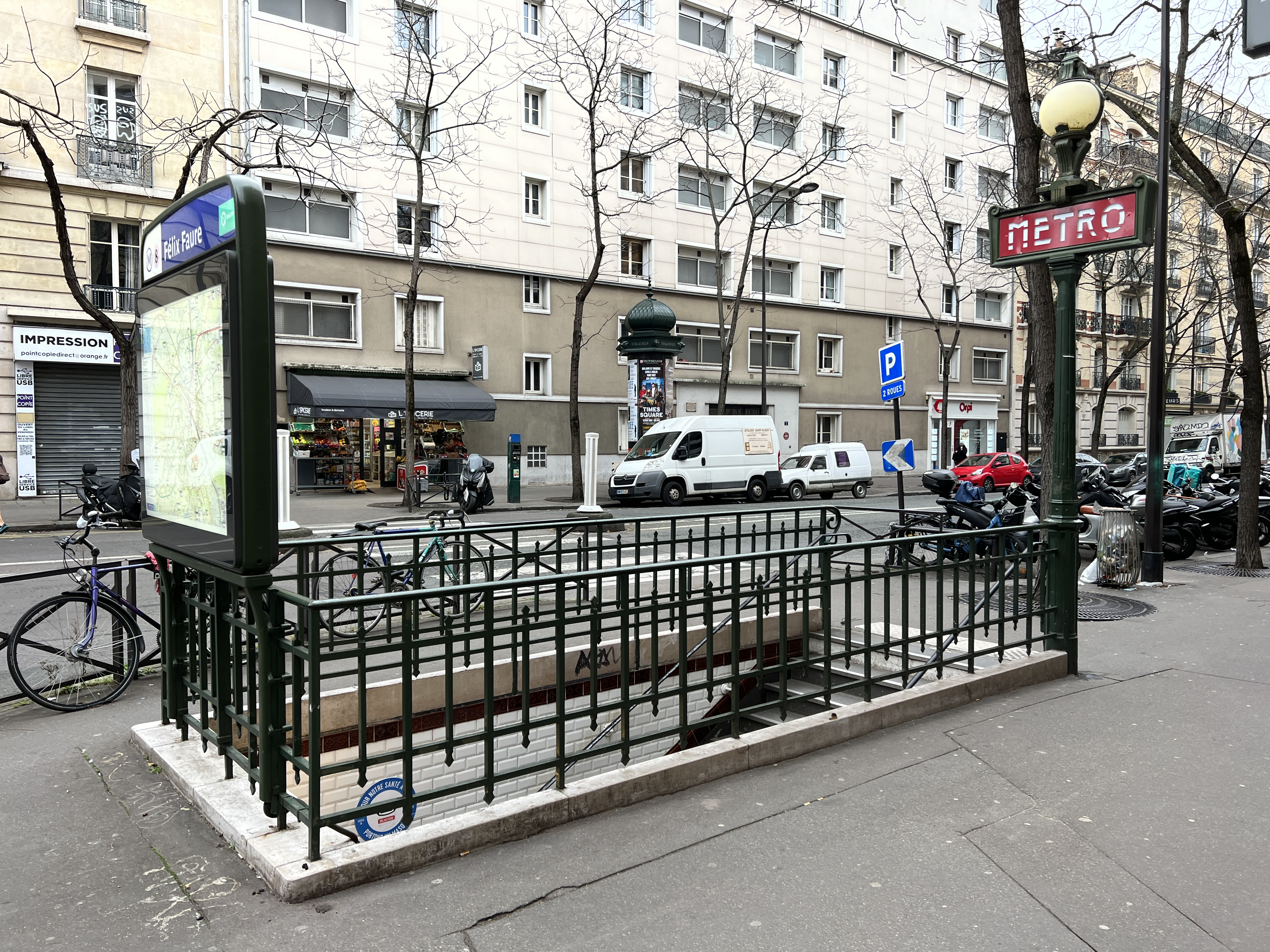
L'accès no 3, « Avenue Félix-Faure ».

### Quais
Félix Faure est une station de configuration standard pour le métro de Paris : elle possède deux quais, d'une longueur de 105 mètres, séparés par les voies du métro situées au centre et la voûte est elliptique. La décoration est une variante du style utilisé pour la majorité des stations du métro : les bandeaux d'éclairage sont blancs et arrondis dans le style « Gaudin » du « Renouveau du métro » des années 2000, et les carreaux en céramique blancs biseautés recouvrent les piédroits, la voûte ainsi que les tympans. Le nom de la station est incorporé dans la céramique murale, selon le style décoratif d'entre-deux-guerres de la CMP d'origine, et les cadres publicitaires, également en faïence à motifs végétaux, sont de couleur brun foncé et groupés par paires (cette teinte et cette disposition n'existaient pas à l'origine où les cadres étaient de couleur miel et alternaient avec les noms inscrits sur la céramique). Les sièges sont de style « Akiko » de couleur cyan (en remplacement de bancs à lattes de bois).
Il s'agit d'une des rares stations du réseau dont la décoration en faïence de style « CMP » n'est plus d'origine, ayant été entièrement reconstituée à l'occasion de la rénovation des années 2000.

Accès à la station
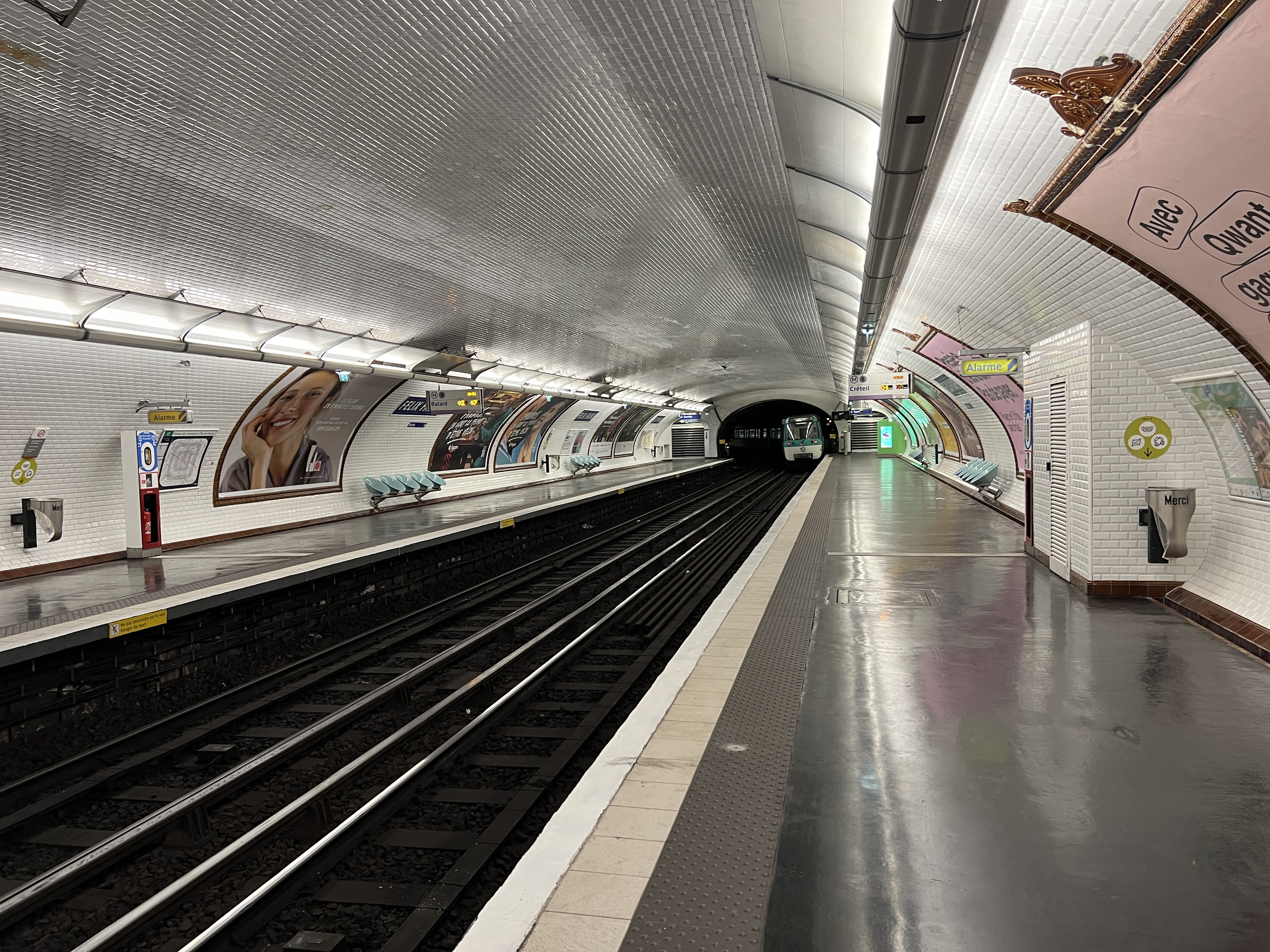
Les quais vus en direction de Pointe du Lac.
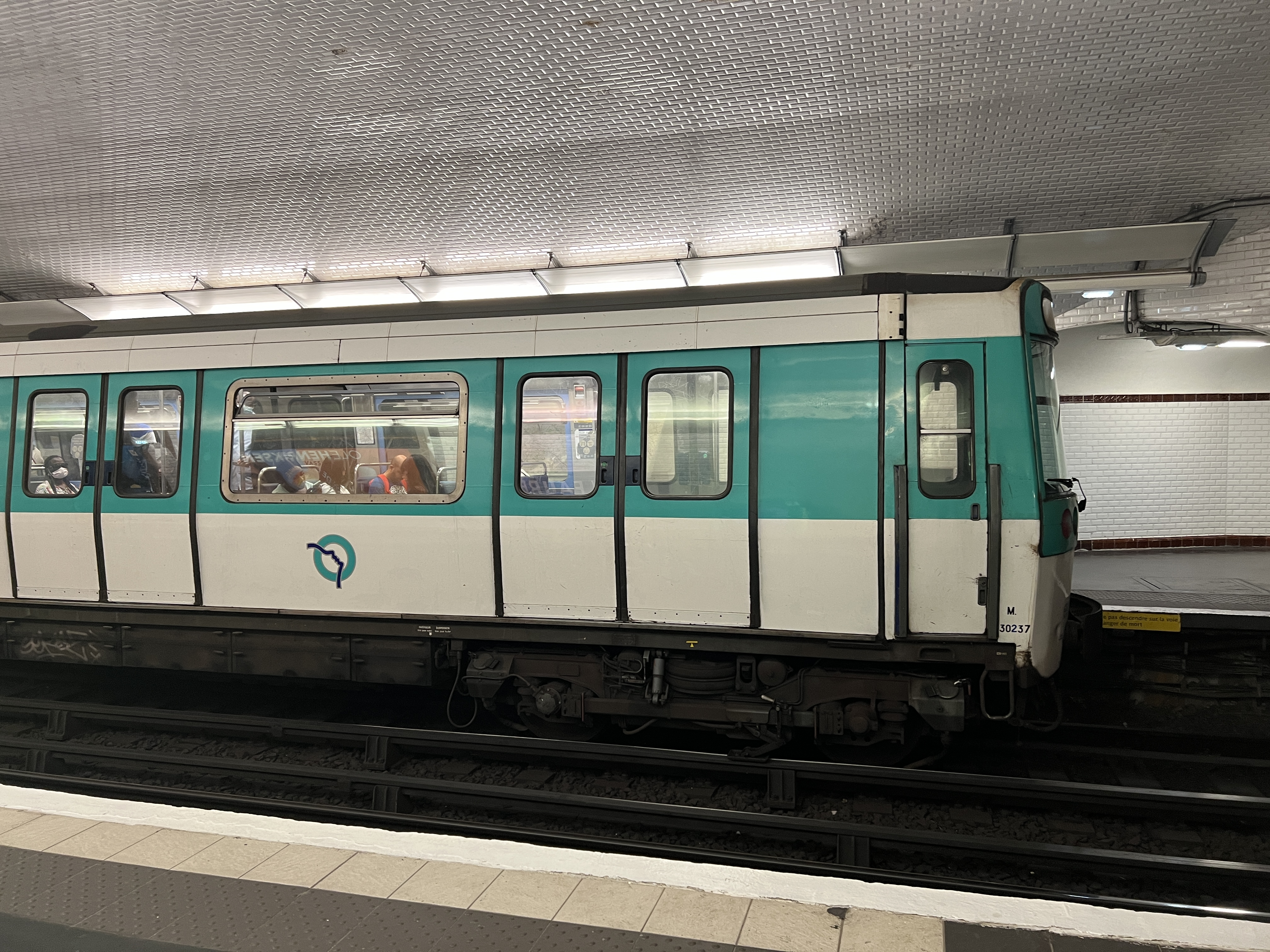
Rame MF 77 marquant l'arrêt en direction de Balard.
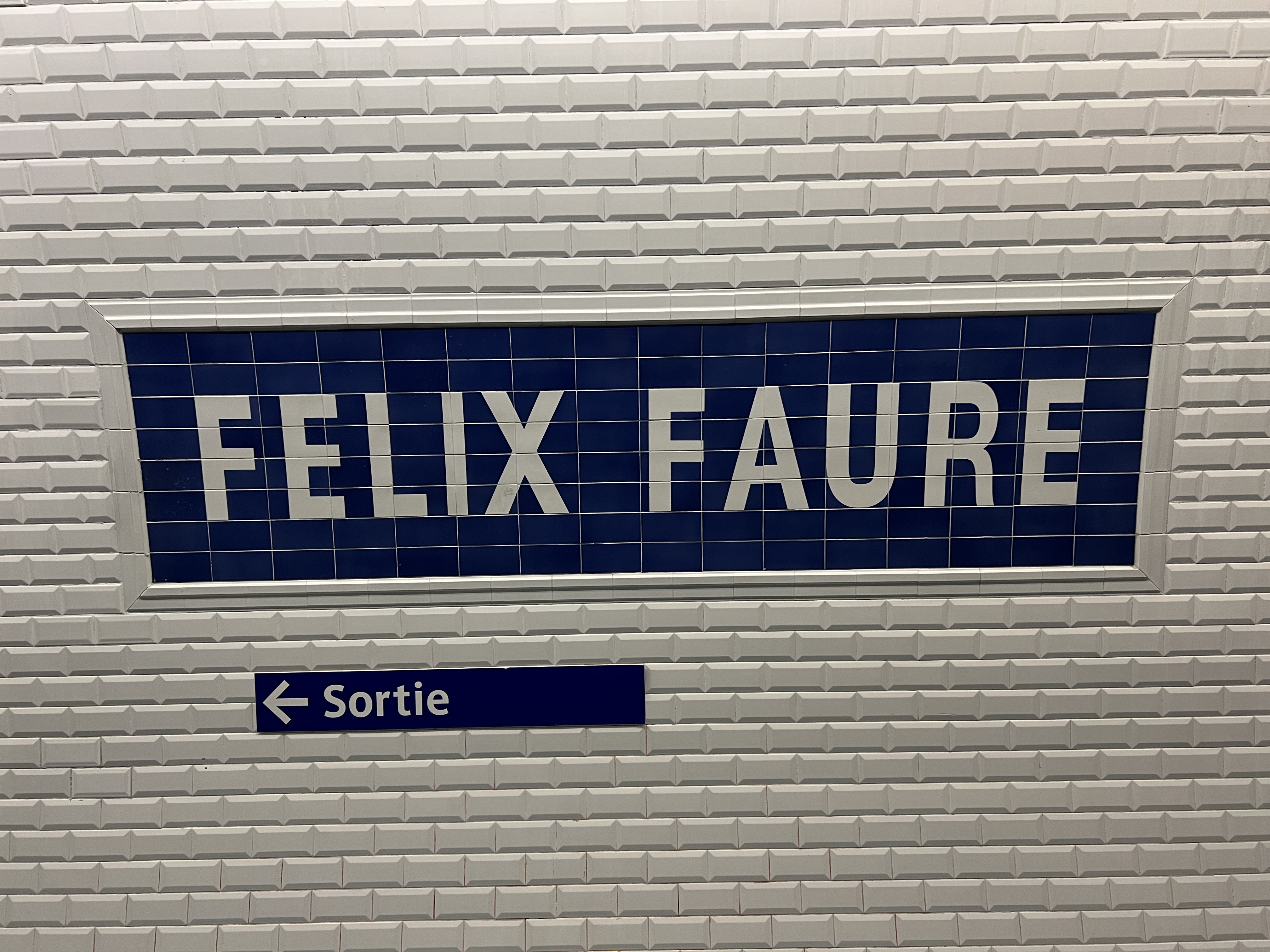
Faïence murale incorporant le nom de la station.

### Intermodalité
La station est desservie par les lignes 70 et 88 du réseau de bus RATP et par la Traverse Brancion-Commerce exploitée par B.E. Green à l'arrêt Félix Faure, lequel est également en correspondance avec la station voisine Commerce sur la même ligne de métro.

## À proximité
- Église Saint-Jean-Baptiste de Grenelle
- Square Violet (anciennement square de Grenelle)
- Square Saint-Lambert
- Section sud de la rue du Commerce (rue commerçante ayant, grâce à ses bâtiments relativement bas, conservé une allure de village)